# ÁFÉSZ

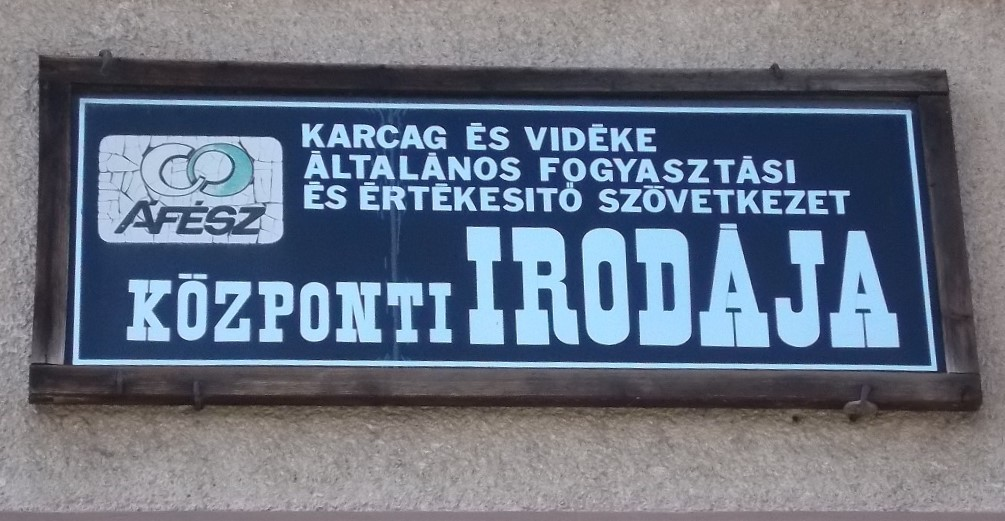
A hajdani karcagi iroda kopott táblája

Az ÁFÉSZ (teljes nevén: Általános Fogyasztási és Értékesítési Szövetkezet) a Kádár-korszak Magyarországán 1968-tól elterjedt belföldi kereskedelmi, mezőgazdasági felvásárlási és ellátási láncokat, továbbá egyéb szolgáltatásokat is üzemeltető állami tulajdonú gazdasági csoportok rendszere, amelyek elsősorban a vidéki élelmiszerboltokat és kisáruházakat üzemeltető szövetkezetek egységes neveként volt ismert. Eredetét tekintve a korábbi földműves-szövetkezetek vegyeskereskedelmi rendszerének továbbfejlesztése az Új gazdasági mechanizmus intézkedéseinek bevezetése idején. Területileg és helyi szinten is több ÁFÉSZ működött, de például szövetkezetekbe tömörültek a fodrászok, cukrászok, cipészek stb. is. Ezek mellett több ÁFÉSZ az ipari termelésbe is bekapcsolódott. Fénykorában, az 1980-as években a kiskereskedelmi és szolgáltatói szektor forgalmának harmada az ÁFÉSZ-ek kereteiben zajlott.
Az 1989-es politikai rendszerváltást követő gazdasági átalakulás során az addigra 260 szövetkezetből álló lánc egy része privatizált szövetkezeti formában működött tovább (például: Gyöngyszöv ÁFÉSZ, Körmend és Vidéke ÁFÉSZ, Mór és Környéke ÁFÉSZ), ugyanakkor számos egykori ÁFÉSZ egyéb gazdasági társasággá változva folytatta a tevékenységét (pl. Coop).